# Ägäische Kultur
Der Begriff Ägäische Kultur wurde von dem völkischen Kunsthistoriker Reinhold von Lichtenberg geprägt und ist  in der Forschung nicht mehr gebräuchlich. Lichtenberg verstand darunter den Kulturraum um die Ägäis vor der angeblichen Zuwanderung griechischer Stämme in das Gebiet. Er umfasst einen Zeitraum, den man heute von der späten Jungsteinzeit bis in die mittlere Bronzezeit, also von rund 3000 bis um 1500 v. Chr. ansetzen würde.
Die Ägäische Kultur umfasste:
- die vormykenische Bevölkerung auf dem griechischen Festland der früh- und mittelhelladischen Periode
- die vorgriechische Kultur auf Kreta, also die der frühen und mittleren Periode der Minoischen Kultur
- die Kykladenkultur der frühen und mittleren Periode
- die "vorgriechische" Kultur der kleinasiatischen Westküste